# عجوقة صلبة
عجوقة صلبة (الاسم العلمي: Ajuga robusta) هي نوع نباتي يتبع جنس العجوقة من فصيلة الشفوية.